# Popcat.click
Popcat，又譯作波貓、啵啵貓，是2021年由三名英國雪菲爾大學電腦科學系學生約書亞‧奧蘇利文（Joshua O'Sullivan）、愛德華‧哈利斯（Edward Halis）與弗萊迪‧哈佩爾（Freddy Heppell）创建的網頁游戏。

## 背景
遊戲以網路迷因「Popcat」為題材。Popcat源自推特上一段爆紅的貓咪影片，影片中名為「Oatmeal」的貓咪正在對蟲子鳴叫，嘴巴一開一合的。Xavier也把Oatmeal的圖片做成gif圖，後來被他的朋友上傳到Reddit論壇上，突然爆紅，被歐美網友們做成各式各樣的迷因，並搭配上「POP」的音效。
2021年8月27日受採訪時，該遊戲的開發者將其受歡迎程度歸功於由於2019冠狀病毒病大流行。
8月中旬泰國登上排行榜第一與其反政府抗議活動有關，抗議者希望泰國獲得冠軍，使世界了解到他們的處境。
烏俄戰爭發生後，其背景變成了烏克蘭國旗。

## 遊戲内容
玩家只要透過任何方式點擊圖片或按下螢幕、鍵盤等等，就會讓Pop Cat的嘴巴快速開合以獲得分數（Pops per second，简称PPS，为每秒點擊次數）。
實際上，在Chrome瀏覽器中只要開啟開發人員面板並輸入程式碼就能自動快速增加點擊次數，為了應付此問題，系統若偵測到玩家使用這種作弊程式，貓的眼睛會變成紅色，並且不會計入這些分數。

## 排行榜
自2021年五月遊戲上線後由東北歐國家獲得前幾名，芬蘭久居第一。後在台灣爆紅，8月1日，台灣從80萬次點擊開始暴增。8月12日晚上8時59分58秒，台灣以54.61億點擊數超越芬蘭，成為世界第一。14日後馬來西亞點擊數暴增，後獲得第三。8月15日泰國在一夜之間突然拿下冠軍，最高速時甚至來到每秒110萬多次，後台灣與泰國以每秒約數十萬次的頻率不斷進行拉鋸戰。至18日雙方累積至700億次點擊次數8月18日，台灣點擊數達到1000億次。8月24日凌晨1時11分30秒，香港點擊數達到1057.19億次，超越台灣，成為世界第一，隨後再被泰國超車 。至2024/10/22，全世界共累積了逾6486億次點擊次數。8月26日，其中一名開發者約書亞表示，popcat點擊次數停止更新，但後台仍在計數，各地區的累計點擊次數仍將不定期發佈於官方推特(YouTube)，他們正在尋找問題的解決辦法。同一天，約書亞表示問題已經解決，沒有發生數據丟失。
而一直位居最後一名的國家為，僅有兩次點擊。
| 排行   | 國家和地区   | 總點擊次數 |
| ------ | ------------ | ---------- |
| 不適用 | 全球         | 6,521億次  |
| 1      | 泰國         | 1,245億次  |
| 2      | 香港         | 1,233億次  |
| 3      | 臺灣         | 1,214億次  |
| 4      | 日本         | 1,088億次  |
| 5      |              | 307億次    |
| 6      | 马来西亚     | 239億次    |
| 7      | 沙烏地阿拉伯 | 115億次    |
| 8      | 美国         | 108億次    |
| 9      | 印度尼西亞   | 99億次     |
| 10     | 芬兰         | 91億次     |
| 229    |              | 2次        |

截至2025年4月26日23時30分(GMT+8)，此表會隨時更新。
注：僅列出前十名及最後一名

## 其他
截至2023年5月19日，Popcat.click已被屏蔽。

### 出處
1. ↑  . www.sheffield.ac.uk. 2021-06-01  [2021-08-17]. （原始内容存档于2022-05-01） （英语）.
2. ↑  .   [2021-08-16]. （原始内容存档于2021-08-12）.
3. ↑  . 2021-08-13  [2021-08-16]. （原始内容存档于2021-08-14）.
4. ↑  .   [2021-08-16]. （原始内容存档于2021-08-13）.
5. ↑  . BBC News ไทย.   [2021-08-24]. （原始内容存档于2022-05-01） （泰语）.
6. ↑  . mothership.sg.   [2021-08-17]. （原始内容存档于2021-08-22） （英语）.=
7. ↑  .   [2022-08-02]. （原始内容存档于2022-08-02）.
8. ↑  . XFastest News.   [2021-08-27]. （原始内容存档于2021-08-27） （中文（臺灣））.
9. ↑  . 自由時報電子報. 2021-08-15  [2021-08-17]. （原始内容存档于2021-08-17） （中文（臺灣））.
10. ↑  . tw.news.yahoo.com.   [2021-08-17]. （原始内容存档于2021-08-17） （中文（臺灣））.
11. ↑  .   [2021-08-24]. （原始内容存档于2022-04-30） （美国英语）.
12. ↑  . Twitter. 2021-08-26  [2021-08-26]. （原始内容存档于2021-09-08）.
13. ↑  . Twitter. 2021-08-26  [2021-08-27]. （原始内容存档于2021-09-09）.